# Национална дирекция за борба с корупцията
Националната дирекция за борба с корупцията (НДБК) е румънска специализирана прокуратура за борба с корупцията на висше и средно държавно ниво. Като специализирана прокуратура е прикрепена юрисдикционно към Върховната касационна прокуратура на Румъния.
Създадена е през 2002 г. в опит за протовидействие на ширещата се повсеместно и на най-високо държавно и местно ниво в публичния сектор на Румъния – корупция. Макар и формално прикрепена към общата касационна прокуратура, НДБК е независима всякак институция, в т.ч. и юрисдикционно, вкл. и по отношение на прокурорите от самата Върховна касационна прокуратура (които могат да бъдат обект на нейно разследване).
Под юрисдикцията на НДБК са съставите на корупционни престъпления на около 10 000 висши длъжности от публичния сектор в Румъния. Първоначално е предвидено дирекцията да преследва всички корупционни деяния в публичния сектор, но впоследствие обхвата и е ограничен до съставите осъществени от политическата върхушка в Румъния, а именно – магистрати, депутати, сенатори, членове на правителството и на политическите кабинети на министрите, държавни секретари и съветници, председатели и членове на ръководните органи на държавни агенции и комисии, президентски съветници и президентска администрация, както и кмет, заместник и районни кметове на Букурещ, областни управители, членове и одитори на Сметната палата на Румъния, управител, старши подуправител и подуправител на Националната банка на Румъния, председател и членове на Комисията за защита на конкуренцията на Румания, висши военни и полицейски служители, вкл. и членове на управителни и контролни органи на държавни банки, предприятия и търговски дружества с публично участие в капитала.
НДБК има изрични законови правомощия да разследва и престъпления срещу финансовите интереси на Европейския съюз. 
Националната дирекция за борба с корупцията се ръководи от главен прокурор, двама негови заместници и още четирима прокурори ръководители на отдели. Те са предлагат от министъра на правосъдието, съгласувано с президента на Румъния, и се избират от Висшия съдебен съвет на Румъния. 
Главен прокурор на НДБК в Румъния от май 2013 г. е Лаура Кьовеши. В рамките на година, до май 2014 г. са образувани 4183 прокурорски дела за извършени корупционни престъпления от членове на висшия държавен и управленски етаж в Румъния, като в рамките на една година са осъдени за корупция четирима румънски министри, бивш евродепутат, четирима румънски депутати, сенатор, 11 кметове, 5-има съдии и 3-ма прокурори. 